# إعصار دوريان
إعصار دوريان هو إعصار حدث في في شرق الفلبين في إقليم الباي في 1 يناير 2006 حيث كانت سرعة الرياح أكثر من 150 كم في ساعة وصاحبته فيضانات وأنهيارات طينية ورماد بركاني حيث غمرت خمسة قرى بالطين والصخور المحطمة وتسبب بقتل نحو 400 شخص، وتحطيم 300 قرية وأكثر من 13000 منزل.